# Даваагийн Намсрай
Даваагийн Намсрай (монг. Даваагийн Намсрай; 1895, Внешняя Монголия (ныне сомон Халхгол аймака Дорнод, Монголия) — ?) — рукодитель спецслужб Монголии, начальник Службы внутренней охраны Монголии (1932—1936), дипломат.
Член Монгольской народно-революционной партии. 
С 1926 по 1928 год — председатель уездного комитета, секретарь парткома Хэнтийского аймака, с 1928 по 1932 год — помощник, затем заведующий отделом Службы внутренней охраны Монголии (Дотоодыг хамгаалах газар), с 1932 года — исполняющий обязанности начальника, начальник Службы внутренней охраны до 1936 года. Один из организаторов репрессий по «Делу Лхумбэ», арестов и высылке священников и монахов в СССР.
С 1936 по 1937 год работал послом в Тувинской Народной Республике и председателем Селенгинского аймака.
В 1937 году был репрессирован и осуждён по политическим мотивам. Реабилитирован в 1989 году.

## Награды
- орден Красного Знамени Монголии (дважды)